# Saint-Juvin
 Saint-Juvin  es una población y comuna francesa, en la región de Champaña-Ardenas, departamento de Ardenas, en el distrito de Vouziers y cantón de Grandpré.
Está integrada en la Communauté de communes de l'Argonne Ardennaise.

## Demografía
| 391 | 423 | 418 | 419 | 539 | 515 | 532 | 525 | lac. | lac. | 510 | 449 | 421 | 398 | 382 | 361 | 349 | 335 | 323 | 283 | 231 | 233 | 231 | 238 | 162 | 181 | 190 | 176 | 172 | 142 | 121 | 129 | 112 | 111 |
| Para los censos de 1962 a 1999 la población legal corresponde a la población sin duplicidades (Fuente: INSEE [Consultar]) |     |     |     |     |     |     |     |      |      |     |     |     |     |     |     |     |     |     |     |     |     |     |     |     |     |     |     |     |     |     |     |     |     |

## Lugares y monumentos
- Iglesia fortificada.